# Propyläen (Athen)

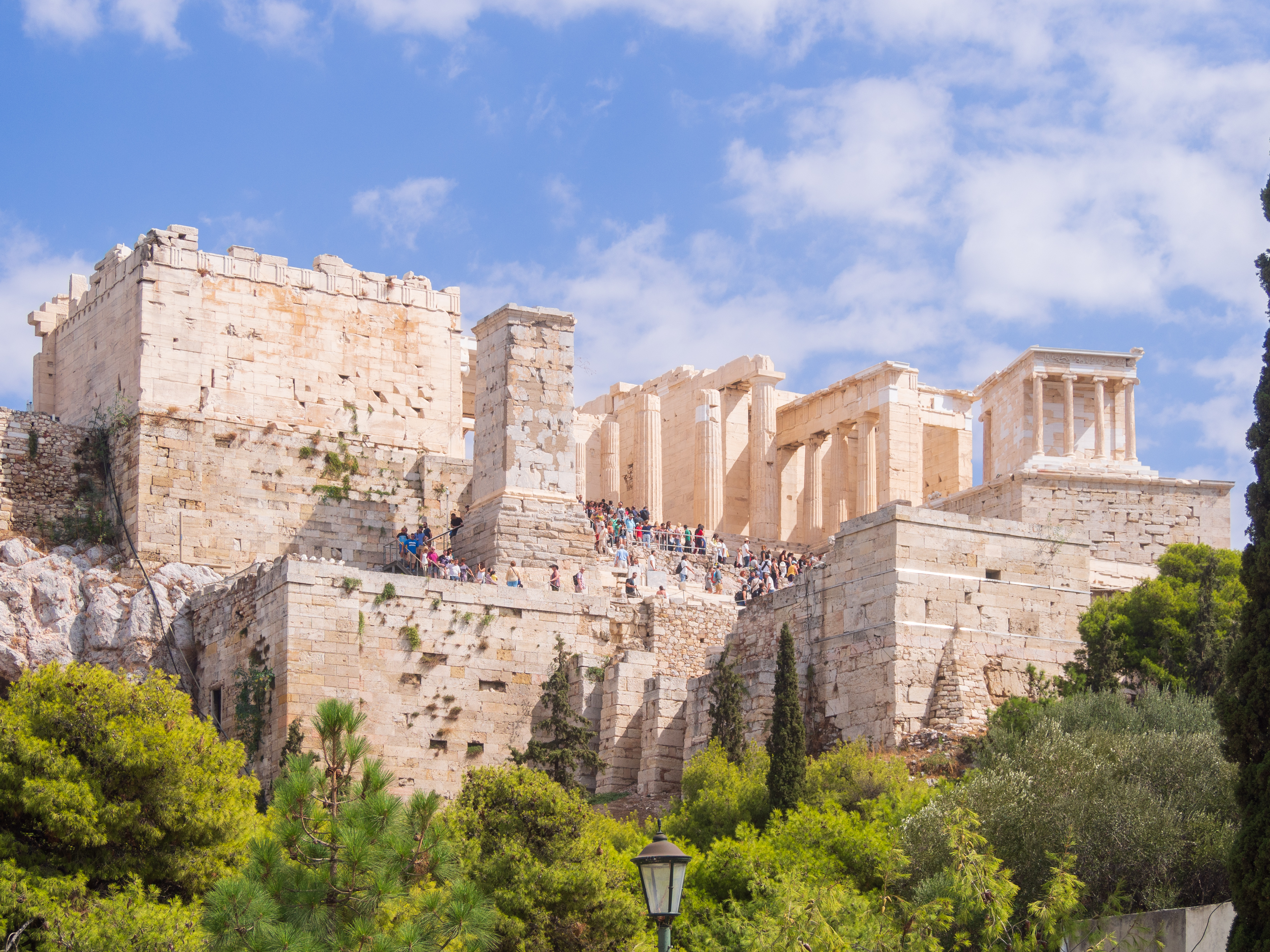
Die Propyläen der Akropolis von Athen 2016

Die Propyläen (altgriechisch Προπύλαια Propýlaia, Plural von προπύλαιον propylaion, deutsch ‚Vorhof, Vorhalle‘) bilden den monumentalen und repräsentativen Torbau zum heiligen Bezirk der Athener Akropolis. Sie wurden zwischen 437 und 432 v. Chr. errichtet. Spätestens mit Beginn des Peloponnesischen Krieges wurden die Arbeiten an dem noch unfertigen Bau eingestellt und nicht wieder aufgenommen. Entwerfender Architekt war der bis dahin unbekannte Mnesikles. Der Bau war Bestandteil des perikleischen Bauprogramms auf der Akropolis und wurde in Angriff genommen, als die Arbeiten am Parthenon zu Ende gebracht waren. Die Propyläen erhoben sich am Scheitelpunkt der westlichen Zugangsrampe, über die man gewöhnlich die Akropolis bestieg.

## Vorgängerbebauung
Bereits Ende des 6. Jahrhunderts v. Chr. wurde der durch die mykenischen Festungsmauern ermöglichte Zugang optisch verfeinert und durch eine erste Toranlage gefasst. Mit dünnen Marmorplatten wurden die Festungsmauern verkleidet, die Zugangsrampe wurde ausgebaut. Eine Toranlage mit vermutlich fünf Durchgängen und je vier Säulenstellungen zwischen Mauerwangen auf beiden Seiten der Türwand wurde errichtet. Von der etwa 14 Meter breiten Anlage hat sich vor allem die Südwest-Ecke erhalten. Die Orientierung wich demnach deutlich von jener des mnesikleischen Baus ab: man betrat die Fläche der Akropolis mehr auf einer Südwest-Nordost-Achse, die ganz auf den alten Tempel der Athena ausgerichtet war. Stufen überbrückten die verschiedenen Niveaus, die beim Durchschreiten des Torbaus, der eine tiefe westliche Vorhalle für die Wartenden besaß, überwunden werden mussten. Der Bau wurde 480 v. Chr. durch die Perser zerstört.

## Die Propyläen des Mnesikles

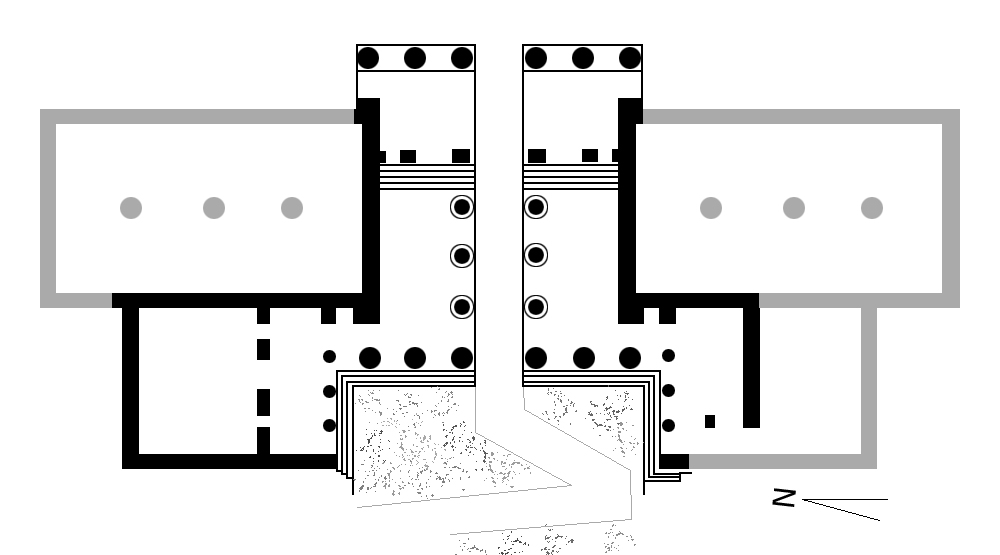
Plan der Propyläen.

Der Bau der mnesikleischen Propyläen wurde während des Archontats des Euthymenes im Jahr 437 v. Chr. begonnen, laut Heliodor von Athen betrug die Bauzeit fünf Jahre. Möglicherweise wurden die Arbeiten jedoch erst 431 v. Chr. mit Beginn des Peloponnesischen Krieges abgebrochen. Nicht beseitigte Hebebossen, unfertige Wände und Bodenbeläge wurden zumindest früher als Zeugen eines plötzlichen und ungewollten Endes gedeutet. Allerdings kannte man bereits zur Bauzeit der Propyläen auch die intentionelle Unfertigkeit als Schmuckform. Wandanschlüsse für aufgrund von Planänderungen verworfene Raumkomplexe waren hingegen fein säuberlich vorbereitet worden.
Als Baumaterial wurden heller pentelischer und dunkler eleusinischer Marmor verwandt. Zusätzlich wurden erstmals strukturelle Eisenträger eingesetzt, um gewagte Spannen bei möglichst geringem Materialeinsatz zu überbrücken.
Der ausgeführte Bau umfasste drei Komplexe, die in Form eines nach Westen geöffneten Π angeordnet waren: das zentrale Torhaus mit seinen Vorbauten um die eigentliche Türwand, einen oft Pinakothek genannten Nordwest-Flügel und einen in seiner Ausführung gegenüber dem ursprünglichen Plan beschnittenen Südwest-Flügel, der als Durchgang zum dahinter befindlichen Athena Nike-Tempel diente. Geplante, aber nie ausgeführte Flügelbauten an der Ostseite, die die westlichen Flügel an Größe übertroffen hätten, gehörten zum Entwurf, ihre Ausführung wurde aber noch während der übrigen Bauarbeiten aufgegeben. Denn am südlichen Westflügel wurden keine Vorbereitungen für den Anschluss weiterer Gebäudeteile mehr ausgeführt, während sie am nördlichen Flügel vorhanden sind. Der Baufortschritt hat sich anscheinend von Nordwest nach Südost entwickelt.

### Das Torhaus

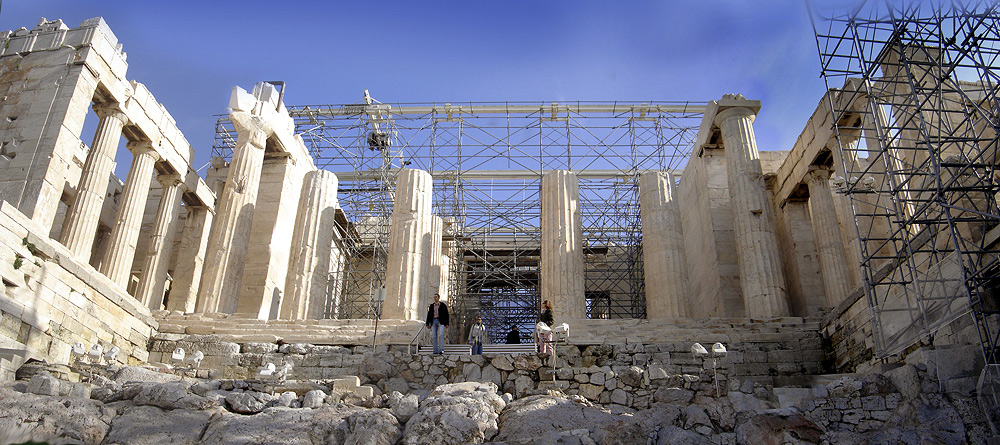
Während der Restaurierung 2005

Näherte man sich den Propyläen von Westen, so präsentierte sich der Bau auf einer ausgleichenden, vier Stufen hohen Plattform, auf der alle Gebäudeteile standen und die notwendig war, um die schwierigen Geländeverhältnisse im steil ansteigenden Hang auszugleichen. Die 21,16 Meter breite Front des eigentlichen Torbaus präsentierte sich mit einer prostylen sechsäuligen Vorhalle dorischer Ordnung, die von einem Dreiecksgiebel, wie er eigentlich Tempelbauten vorbehalten war, abgeschlossen wurde. Das mittlere Joch war im Verhältnis zu den seitlichen um das eineinhalbfache verbreitert und hatte eine Weite von 5,45 Meter gegenüber 3,63 Meter der seitlichen Joche, wobei die Eckjoche außerdem noch kontrahiert waren. Dies machte im Gebälk die Ergänzung einer weiteren Triglyphe und Metope notwendig, so dass hier drei Metopen und drei Triglyphen das Mitteljoch überspannten. Die Säulenhöhe betrug 8,81 Meter bei einem unteren Durchmesser von 1,56 Meter, die Säulen waren somit gegenüber jenen der östlichen Vorhalle um 28 Zentimeter höher, wohl um die im Aufsteigen auftretende stärkere perspektivische Verkürzung auszugleichen.
Hinter der Säulenstellung des Torbaus öffnete sich ein Raum von 18,12 Meter lichter Weite, was in etwa das Cellamaß des Parthenon erreichte, während die Raumtiefe mit 12,96 Meter jener des Opisthodoms des Parthenon entsprach. Je drei ionische Säulen links und rechts des mittleren Fahrwegs trugen das Gebälk für die Kassettendecke des Vorraumes. Mit einem unteren Durchmesser von 1,04 Meter und einer Höhe von 10,29 Meter waren sie sehr schlank gebildet. Sie trugen einen ionischen Dreifaszien-Architrav, der auf Frieshöhe der dorischen Außenordnungen lag. Wegen seiner zierlichen Abmessungen wurde er durch Eisenträger verstärkt, um lichte Weiten von 5 Meter überspannen zu können, was wegen der darüber folgenden Kassettendecke notwendig war. Die Kassettendecke, tief blau bemalt und mit goldenen Sternen verziert, galt noch im 2. Jahrhundert n. Chr. in ihrer Art als einzigartig und unübertroffen, und die Weite der von ihren Kassetten überdeckten Spannen galt Pausanias als Seltenheit.
Wichtigstes Element des Torbaus war seine Türwand, durch die der Zugang zur Akropolis kontrolliert wurde. Über fünf Stufen, deren oberste aus dunklem eleusinischen Marmor gefertigt war, erreichte man die vier seitlichen Durchgänge der Wand, während der mittlere Zugang durch einen in den Fels geschlagenen Weg für Prozessionen und Fuhrwerke erschlossen wurde. Die Durchgänge waren von den Seiten zur Mitte hin in Höhe und Breite gestaffelt. Besaßen die äußeren Durchgänge Maße von 1,47 × 3,44 Meter, so hatte der mittlere Durchgang bei einer Breite von 4,13 Meter eine Höhe von 7,38 Metern.
Hatte man die Türwand durchschritten, trat man in die östliche Vorhalle, die ebenfalls sechsäulig und dorischer Ordnung war. Das Geländeniveau lag gegenüber der westlichen Vorhalle allerdings um 1,43 Meter höher und um fast den gleichen Betrag überragte auch die östliche Vorhalle jene des Westens. Das Gebälk der Osthalle wies eine 2 Zentimeter hohe Kurvatur auf. Auch diese Vorhalle besaß einen Dreiecksgiebel, der wie jener im Westen nicht mit Skulpturen gefüllt war. Verließ man die Vorhalle, fiel der Blick auf die kolossale, fast 10 Meter hohe Statue der Athena Promachos, rechter Hand sah man Rück- und nördliche Langseite des Parthenon, linker Hand stand das bald nach den Propyläen errichtete Erechtheion mit seiner Korenhalle.

### Die Flügelbauten
Links und rechts erhoben sich die Flügelbauten. Ihre Fassaden erinnerten an Antentempel mit je drei dorischen Säulen zwischen den Anten. Allerdings waren ihre Dächer als dreiseitiges Walmdach gebildet; die vierte Dachseite schloss an die Rückwände der Flügelbauten an, die ursprünglich die Verbindung zu den Ostflügeln bilden sollten. Das Tempelzitat ging also nicht allzu weit. Der untere Durchmesser der Säulen betrug 1,07 Meter bei einer Säulenhöhe von 5,85 Meter. Der Achsabstand der Säulen betrug 2,51 Meter. Die östlichsten Säulen fluchteten mit den westlichen Säulen des Torhauses. Die derart gebildeten Vorhallen sollten in dahinter befindliche Räumlichkeiten führen.

#### Der nördliche Flügel
Doch nur am etwa 12,70 Meter tiefen und 15,90 Meter langen nördlichen Flügel wurde der in späterer Zeit unter anderem zur Aufbewahrung von Bildern dienende Raum ausgeführt, der wahrscheinlich in erster Linie als Speiseraum bei besonderen Festlichkeiten diente. Seine nach Osten aus der Mittelachse verschobene Tür deutet zumindest auf diese Funktion hin. Pausanias liefert eine ausführliche Beschreibung der in der Pinakothek aufbewahrten Tafelgemälde, unter anderem Werke des Polygnotos und ein Porträt des Alkibiades. Zwei Fenster – die einzigen vollständig samt ihrer Rahmung in Form dorischer Pilaster erhaltenen Fenster der Hochklassik – beleuchteten diesen Raum.

#### Der südliche Flügel
Der gegenüberliegende südliche Flügel wurde in seiner Ausführung stark beschnitten. Lediglich die Vorhalle wurde ausgeführt, selbst diese nicht ganz, sondern nur drei Joche breit, obgleich die Fassade vier Joche aufwies. Doch war die westliche Antenwand lediglich auf einen frei stehenden Pfeiler reduziert, der in keinem weiteren Mauerverband mehr stand. Der einzige Zweck dieses Flügels war es, den Zugang zum kleinen Heiligtum der Athena Nike zu ermöglichen. Aus Rücksichtnahme auf deren Tempel wurde wahrscheinlich auch die Konzeption des mnesikleischen Torbaus in diesem Bereich verändert. Rekonstruktion des Baukörpers und Zeitstellung seiner einzelnen Planungsphasen sind umstritten.

### Konzeption
Erstmals tritt an den Propyläen die vollständig durchgeplante Verschränkung unterschiedlicher Gebäudetypen zutage. Die konzeptionelle Verbindung des mit Tempelfassaden versehenen Torhauses mit seitlichen megaronartigen Flügelbauten, die sich hierdurch ergebenden unterschiedlichen Dachlösungen und die gleichzeitige Überwindung komplizierter Geländestrukturen machten die Propyläen zu einem zukunftweisenden Komplexbau, der erst im 2. Jahrhundert v. Chr. durch Anlagen wie das Athena-Heiligtum auf Lindos noch gesteigert wurde.

## Nachantike Geschichte

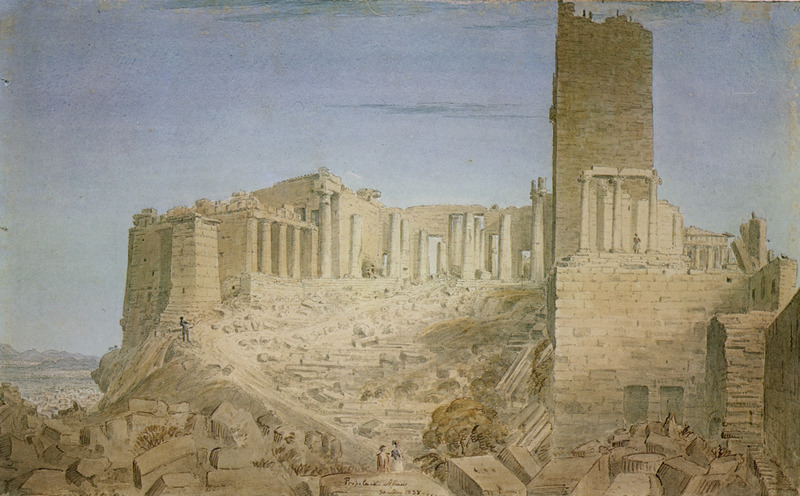
Die Propyläen im Jahr 1838, Gemälde von James Skene

Aufgrund vieler Bewunderer konnten die Propyläen im Wesentlichen bis in das 12. Jahrhundert in ihrem ursprünglichen Zustande bestehen bleiben. Ab dem 12. Jahrhundert residierte hier der Bischof von Athen. Erst in fränkischer Zeit stockten die Herzöge von Athen den Nordflügel auf. Schließlich ließ der Florentiner Nerio I. Acciaiuoli für sich und seine Geliebte Maria Rendi einen Palast einbauen und errichtete über dem Südflügel einen Turm, der 1874/75 beseitigt wurde. In osmanischer Zeit diente der Propyläenpalast dem Stadtkommandanten als Wohnung. Zwischen dem Pyrgos und dem Südflügel legten die Türken eine Bastion an. Die Propyläen standen bis 1645 (oder 1656) weitgehend aufrecht, als sie durch die Explosion eines Pulvermagazins, bei welcher der Kommandant Isouf Agha mit seiner Familie umkam, schwer in Mitleidenschaft gezogen wurden. Das Pulverlager wurde daraufhin in den Parthenon verlegt. Ab 1909 begannen schrittweise erste Sanierungsarbeiten, seit 1984 wurden die Propyläen aufwendig restauriert und gesichert.

## Nachbauten in der Neuzeit
Die Propyläen der Akropolis von Athen waren Vorbild für viele neuzeitliche Nachbauten vor allem in der Zeit des Klassizismus, beispielsweise das Brandenburger Tor in Berlin am Pariser Platz oder die Propyläen in München am Königsplatz.
Beim Brandenburger Tor in Berlin sind die Motive der Gesamtanlage näher an das Athener Vorbild angelehnt. Die im dorischen Stil gestalteten Propyläen in München weichen vom antiken Original vor allem durch die wuchtigen Ecktürme ab, die eher einem Konzept deutscher Stadttore des Mittelalters entsprechen.

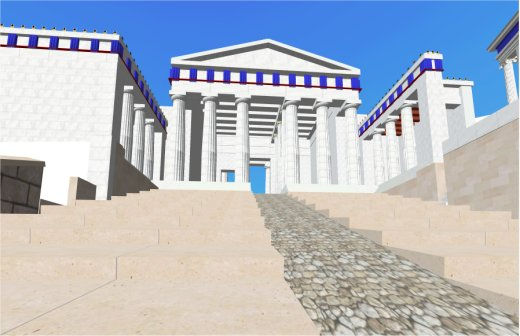
Aktuelle Rekonstruktion der Athener Propyläen, erbaut 437–431 v. Chr.
Brandenburger Tor am Pariser Platz in Berlin, erbaut 1789–1791
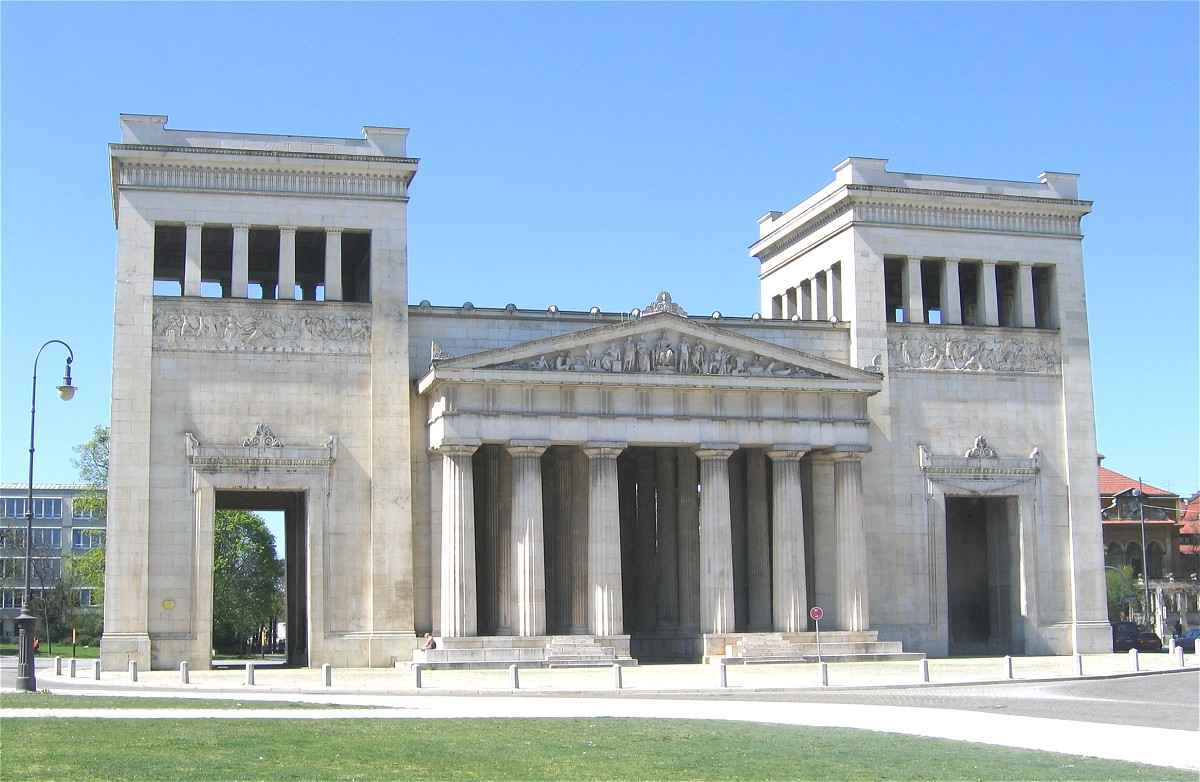
Propyläen auf dem Königsplatz in München, erbaut 1854–1862